# Pygoscelis antarcticus
El pingüino barbijo (Pygoscelis antarcticus) es una especie de pingüino que se encuentra en las Islas Sandwich del Sur, Antártida, las islas Orcadas del Sur, Shetland del Sur, Georgias del Sur, Isla Bouvet, Islas Balleny e Isla Pedro I.[cita requerida] Su nombre viene de la delgada franja negra en la parte baja de la cabeza que lo hace ver como si trajera puesto un casco negro, haciéndolo uno de los pingüinos más fácilmente identificables.

## Descripción

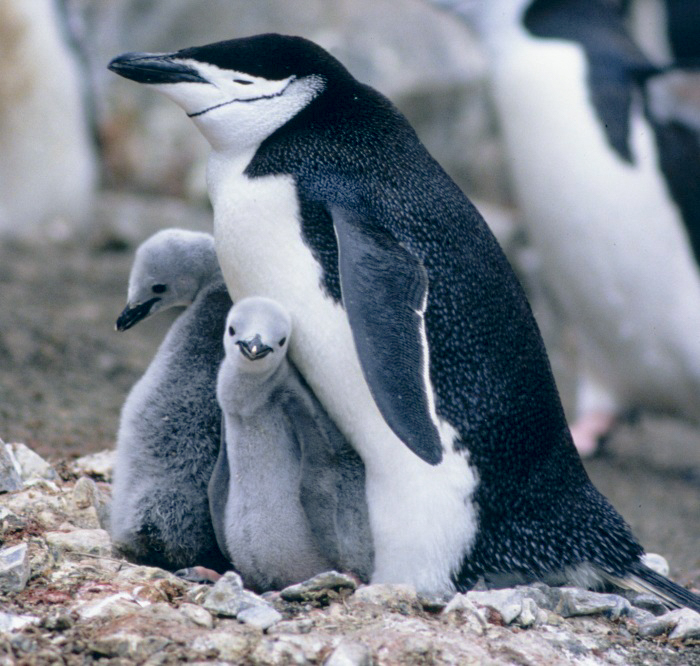
Pingüino barbijo adulto con pingüinos más jóvenes

Los pingüinos barbijo tienen una altura promedio de 72 cm y un peso de 3-5 kg, sin embargo su peso puede llegar a disminuir hasta los 3 kg en base al ciclo de crianza.
Las aletas de los pingüinos barbijo adultos son negras con un borde blanco: los lados internos de las aletas son blancos. La cara de color blanco se extiende hasta detrás de los ojos, que son de color marrón rojizo; el mentón y la garganta también son blancos, mientras que el corto pico que poseen es de color negro. Las  patas, fuertes, de color rosa, cortas y achatadas, le dan un característico estilo de anadear al caminar. El plumaje en blanco y negro del pingüino barbijo ayuda a camuflarlo en el agua de los depredadores, tales como las focas. Cuando el pingüino es observado desde arriba, la espalda negra del ave se mezcla con el agua de color oscura del fondo de mar, asimismo la parte inferior del ave se funde con el sol cuando se ve desde el fondo de mar.[cita requerida]
En tierra construyen nidos circulares de piedras, y ponen alrededor de dos huevos, que son incubados alternadamente por el padre y la madre por turnos de cinco a diez días. Pueden también procrear sobre icebergs, aunque prefieren lugares sin hielo. Los huevos eclosionan después de treinta y cinco días, y los polluelos están cubiertos por una pelusa gris en la espalda y blanca en la parte frontal. Los polluelos permanecen en el nido durante un periodo de veinte a treinta días antes de entrar en la guardería de polluelos. Alrededor de los cincuenta o sesenta días de edad, mudan plumaje, consiguiendo la coloración adulta y se van al mar.[cita requerida]

## Distribución y hábitat
Los pingüinos barbijos tienen una distribución circumpolar. Habitan en la Antártida, Argentina, la Isla Bouvet, Chile, las Islas Malvinas, las tierras Australes y Antárticas Francesas, las Islas Georgias del Sur y Sandwich del Sur. Se han encontrado pingüinos barbijos en Nueva Zelanda, las Islas de Santa Elena, Ascensión y Tristán de Acuña, en Tierra del Fuego y finalmente Sudáfrica. Se estima que la población total de pingüinos barbijos es de ocho millones.

## Ecología y comportamiento

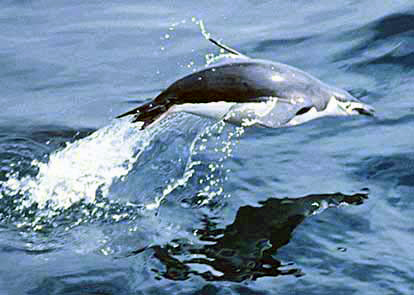
Pingüino barbijo cazando kril.

La dieta del pingüino barbijo consiste en kril, camarones, peces y calamares; los pingüinos nadan hasta 80 km de la costa para poder obtener su alimento. Los pingüinos barbijo son capaces de resistir en aguas heladas debido a sus plumas apretadas que les proporcionan una especie abrigo o capa impermeable. Los depósitos de grasa también les proporcionan aislamiento, asimismo los vasos sanguíneos en las aletas y patas han desarrollado intricadas estructuras para preservar el calor.[cita requerida]
En tierra, los pingüinos barbijo construyen nidos circulares de piedras y ponen dos huevos, que son incubados tanto por el macho como por la hembra durante turnos de seis días. Los polluelos salen del huevo después de aproximadamente treinta y siete días, y tienen la espalda gris claro y el pecho blanco. Los polluelos permanecen en el nido durante un periodo de veinte a treinta días antes de ir a unirse a una manada. Alrededor de los cincuenta a sesenta días de edad, mudan el plumaje y obtienen plumas adultas, de esta forma ya están listos para dirigirse al mar.
El depredador del pingüino barbijo es la foca leopardo. Los huevos y los polluelos pueden ser presa de las aves, tal como el Chionis y el salteador antártico.

## Reproducción
Los pingüinos barbijos anidan una vez por año en las islas alrededor del continente antártico. La temporada de cría comienza en noviembre. Las colonias  pueden contar con miles de parejas. La distancia promedio entre los nidos al centro de la colonia es de menos de un metro. Normalmente la nidada consiste de dos huevos que tardan entre treinta y cuatro a cuarenta días incubar.[cita requerida]
En esta especie las crías no abandonan el nido hasta que son relativamente grandes; pasado los treinta días de nacidos. En muchos de los otros pingüinos, los jóvenes forman grupos o bandadas entre ellos desde muy temprana edad.[cita requerida]